# Ernestina Lecuona
Ernestina Lecuona y Casado (16 janvier 1882 - 3 septembre 1951) est une pianiste, compositrice de musique et éducatrice cubaine.

## Biographie
Ernestina Lecuona y Casado est née à Matanzas dans une famille de musiciens. Son frère est le pianiste et compositeur Ernesto Lecuona. Leo Brouwer, guitariste classique, est son petit-fils, et le scientifique, gymnaste et politique anti-communiste Rafael A. Lecuona (simple) est son neveu. Elle a étudié la musique au Centro Asturiano de La Havane avec la professeure française Lucía Calderón.
À l'âge de 15 ans Lecuona achève sa première œuvre, Habanera Luisa, qui est largement diffusée à Cuba et en Espagne par Anselmo López en 1897. Elle donne ses premières leçons de musique à son frère Ernesto.
Encore très jeune, Ernestina a épousé l'ingénieur français Juan Bautista Brouwer Etchecopar, dont les parents sont arrivés à Cuba à la fin du XIXe siècle. Ils eurent cinq enfants : Angel, Ernestina, Julieta et Juan Bautista (ce dernier, médecin vétérinaire, est le père du guitariste et compositeur Leo Brouwer). L'éducation de ces enfants l'oblige à abandonner sa carrière musicale pendant longtemps. Le piano de maison a été laissé au service de son frère Ernesto, dont elle et Brouwer ont soutenu les études et la première carrière de concertiste.
En 1936, elle est invitée à New York par la Pan American Union accompagnée par le ténor mexicain Tito Guizar. Elle a eu des contacts avec la chanteuse Jessica Dragonette qui a ajouté certaines œuvres de Lecuona à son répertoire.
En 1937 elle fonde un orchestre de femmes à Cuba qui fait ses débuts au Teatro Alkazar et qui en 1938 donne des concerts au Théâtre national. En 1939 elle se rend au Mexique, au Chili et en Argentine, puis de nouveau en Amérique du Sud en 1940-1942. Elle a voyagé en tournée avec son frère et a parfois joué avec lui en duo à quatre mains dans des stations de radio et des salles de concert, y compris au Carnegie Hall en 1948.
Elle meurt à La Havane.

## Œuvres
- Bolero
- Amarte es mi destino
- Anhelo besarte
- Mi sueño eres tú
- Mi vida es soñar
- No lo dudes
- ¿Por qué me dejaste?
- Te has cansado de mi amor
- ú serás en mis noches
- Tus besos de pasión
- Ya que te vas
- Canción-bolero
- Ahora que eres mío
- Te has cansado de mi amor
- Canción